# Jan P. Muchow
Jan P. Muchow (* 21. června 1971 Rathenow, Německá demokratická republika; plným jménem Jan Peter Muchow) je český hudebník, hudební skladatel, hudební producent a příležitostný herec, člen skupin Ecstasy of Saint Theresa, Umakart a Jan P. Muchow & The Antagonists.

## Život a dílo
Vystudoval Střední průmyslovou školu strojní v Praze a již během studií se začal věnovat hudbě. V roce 1991 založil skupinu Ecstasy of Saint Theresa, se kterou vydal pět alb. Deska Slowthinking (2002) získala Anděla za album roku.
Složil hudbu k téměř čtyřem desítkám českých filmů. Jde o držitele čtyř ocenění Český lev za nejlepší hudbu ve filmech Jedna ruka netleská, Grandhotel, Ve stínu a Krásno, nominace také obdržel za filmy Václav a Samotáři. Dále složil hudbu například k seriálu První krok, filmům Muži v naději nebo Šeptej, kde ztvárnil jednu z postav.
S Michalem Novinskim je autorem soundtracku k ukázce dokumentu Tomáše Kudrny Hledá se prezident (2013).
Příležitostně koncertuje se svou další kapelou Umakart, se kterou napsal píseň Půlnoční pro Václava Neckáře. Věnuje se také produkci jiných umělců, jako je např. Monika Načeva, Anna K, Tata Bojs, Priessnitz nebo Bára Poláková.
J. P. Muchow je ženatý a má syna Huga a dceru Rikku.